# Casa da Marquesa de Santos
A Casa da Marquesa de Santos é um edifício localizado na cidade do Rio de Janeiro, no bairro de São Cristóvão, presente do Imperador D. Pedro I para Domitila de Castro Canto e Melo, a Marquesa de Santos, em 1827, constitui um raro exemplar arquitetônico do século XIX, além de ser uma das primeiras edificações tombadas pelo Instituto do Patrimônio Histórico e Artístico Nacional – IPHAN, em 1938. Projetado por Jean Pierre Pézerat, arquiteto do Imperador, é adornado com pinturas decorativas de Francisco Pedro do Amaral e trabalhos em estuque dos irmãos Ferrez. O edifício já abrigou o Museu do Primeiro Reinado e atualmente irá abrigar o Museu da Moda Brasileira.
A Casa da Marquesa é o ponto de partida para apresentar a importância da mulher na história brasileira, na moda e na cultura por meio da preservação da memória no período do reinado de Dom Pedro I no Brasil. A casa está instalada no prédio histórico do Palacete do Caminho Novo, a antiga residência da Marquesa de Santos. Por esse motivo, também ficou conhecida como Solar da Marquesa de Santos.

## Edifício
É um edifício de dois pavimentos em estilo neoclássico com traços do barroco colonial, uma vez que foi uma ampliação de uma construção anterior. Foi erguido próximo do Palácio da Quinta da Boa Vista, com um projeto de Pierre-Joseph Pézerat, tendo as obras supervisionadas por Pedro Alexandre Cavroé. Tem um pórtico coroado por frontão clássico centralizado, ladeado por dois volumes laterais idênticos. A decoração interna é requintada e foi entregue a artistas de renome na época, como Francisco Pedro do Amaral. Na parte traseira possui um jardim com espelho d'água e estatuária decorativa, criado por Auguste François Marie Glaziou.

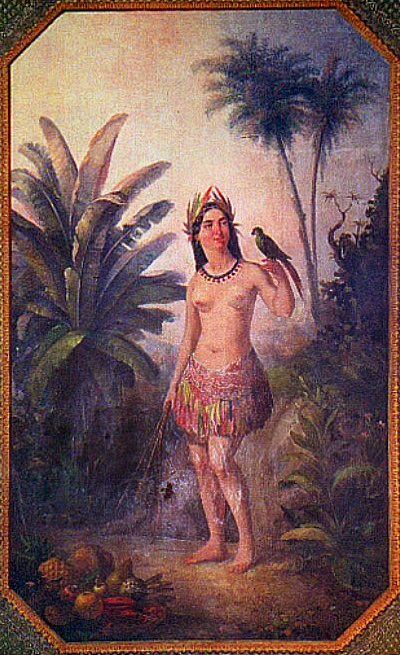
Francisco Pedro do Amaral: Alegoria da América.

O palacete foi habitado pela Marquesa a partir de 1826, mas apenas por poucos anos, até o rompimento de sua ligação com o imperador, o que aconteceu em 1829. Depois dela outros proprietários ocuparam o imóvel, dentre os mais notáveis está Irineu Evangelista de Souza, Visconde de Mauá.
Foi tombado pelo IPHAN em 1938 e transformado em museu na década de 1970, sendo inaugurado em 12 de março de 1979. Seu acervo principal é o próprio edifício e sua decoração interna, ainda preservada em bom estado, mas também possui obras de arte de integrantes da Missão Artística Francesa, como os murais de Marc e Zéphyrin Ferrez e as Alegorias dos Quatro Continentes de Amaral, e peças alusivas ao relacionamento entre a Marquesa e o Imperador, com gravuras e objetos pessoais.
Hoje, o imóvel é de propriedade da Universidade do Estado do Rio de Janeiro UERJ, e está cedido para as atividades de museu à Secretaria de Estado de Cultura, administrado pela Fundação Anita Matuano de Artes do Estado do Rio de Janeiro (FUNARJ).
Fechada ao público externo desde 2012, a Casa da Marquesa de Santos está em processo de restauração. Além dessa obra, está previsto um novo projeto museográfico que contemplará o contexto histórico de construção da casa, a história de seus usos, dos seus moradores e da história da própria Marquesa, caracterizando, assim, um lugar de memória e contemplação.
Museu da Moda Brasileira, construído em terreno contíguo ao prédio, será um museu dedicado ao universo dos costumes e da moda no Brasil. Em um conceito inclusivo e aberto, os acervos permanentes reunirão peças do cotidiano à alta costura, do passado ao futuro e da moda de todos nós. O Museu promoverá também exposições temporárias, itinerantes e receberá exposições internacionais.

## Acervo
O acervo tem como ponto de partida e de destaque a Casa da Marquesa como a peça número de excelência deste acervo, contando também com mobiliário, artes decorativas, pinturas e outros objetos que reconstituem os ambientes e o modo de vida da aristocracia brasileira do início do século XIX no Rio, e com documentos visuais que ilustram a evolução urbanística do bairro onde se localiza.
Enquanto o espaço está fechado para obras, o aplicativo, para os sistemas IOS e Android, disponibiliza fotos e imagens de vestuários, acessórios e objetos que revelam os costumes da época em que a cidade era capital do Império, e enfoca personagens como D.Pedro I, o Visconde de Sapucaí e a própria Domitila de Castro Canto e Melo, a Marquesa de Santos.